# HMS C36
HMS C36 – brytyjski okręt podwodny typu C. Zbudowany w roku 1909 w Vickers w Barrow-in-Furness. Okręt został wodowany 30 listopada 1909 roku i rozpoczął służbę w Royal Navy 1 lutego 1910 roku. 
W 1911 roku razem z HMS C37 i HMS C38 ostatnimi wyprodukowanymi okrętami podwodnymi typu C został przetransportowany do Hongkongu, gdzie działały w Royal Navy's China Squadron.
W 1914 roku C36 stacjonował w Hongkongu przydzielony do China Squadron pod dowództwem  Lt. D. I. McGillewiea.
Okręt został sprzedany 25 czerwca 1919 roku w Hongkongu i zezłomowany.